# هالينهين
هالينهين (بالفرنسية: Halinghen)‏ هي بلدية تقع في إقليم باد كاليه من منطقة نور با دو كاليه في شمال فرنسا. تبلغ مساحة هذه المدينة 5.53 (كم²)، وترتفع عن سطح البحر 150 م، يبلغ عدد سكانها 279 نسمة حسب إحصاء المعهد الوطني للإحصاء والدراسات الاقتصادية سنة 2009 م. وترأس Guy Lambert البلدية خلال فترة (2008-2014).